# 萨达姆主义

1960年代末的萨达姆·侯塞因

萨达姆主义（羅馬化：Ṣaddāmiyah），又称萨达姆主义复兴主义（البعثية الصدامية，al-Baʿthīyah as-Ṣaddāmiyah），是一种以萨达姆·侯赛因的政治思想为基础的复兴主义政治意识形态。萨达姆·侯赛因曾在1979年—2003年担任伊拉克总统。该意识形态倡导阿拉伯民族主义、阿拉伯社会主义和泛阿拉伯主义，强调伊拉克是阿拉伯世界的中心，并呼吁阿拉伯国家采用萨达姆主义的政治话语，拒绝“纳赛尔主义话语”，后者被认为在1967年六日战争后崩溃。萨达姆主义具有军事化特征，认为政治争端和冲突是需要“战斗”、“动员”、“战场”、“堡垒”和“战壕”的“战役”。萨达姆主义得到了萨达姆·侯赛因政府的正式支持，并通过由萨达姆之子乌代·侯赛因掌控的日报《巴比伦》进行宣传。
萨达姆主义经常被描述为一种专制和极权主义的意识形态，旨在控制伊拉克生活的各个方面。批评者指责它融合了“逊尼派阿拉伯民族主义、混乱的斯大林主义和对祖国及其领袖的法西斯式狂热”，并且促成了围绕萨达姆的个人崇拜。然而，这些标签的适用性一直存在争议。